# Пульсирующий электрический ток
Пульси́рующий ток — это периодический электрический ток, среднее значение которого за период отлично от нуля. Пульсирующий ток также не вполне корректно называют "импульсным" и обычно получается после выпрямления переменного на диодах. 
До 2003 года пульсирующий ток определялся как периодический электрический ток, не изменяющий своего направления. В настоящее время такой ток носит название однонаправленный пульсирующий ток. Однонаправленный ток - это электрический ток, не изменяющий своего направления.
Пульсирующий ток является разновидностью периодического тока (периодический ток — это электрический ток, мгновенные значения которого повторяются через равные интервалы времени в неизменной последовательности).

## Свойства пульсирующего тока и область его применения

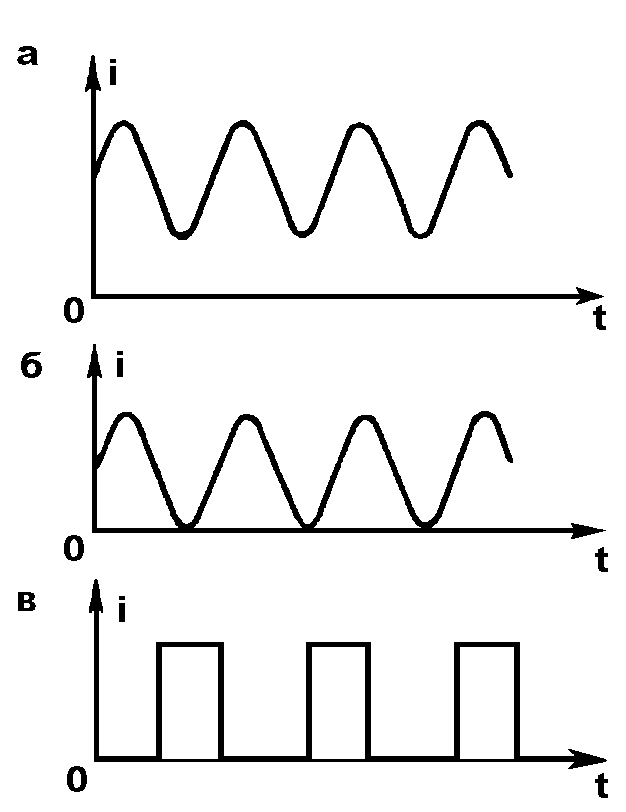
а, б — синусоидальные пульсирующие токи,
в — прямоугольный пульсирующий ток

Для краткости, будем говорить о пульсирующем токе, хотя все нижеследующее касается и пульсирующего напряжения.
Различные пульсирующие токи отличаются друг от друга формой (если напряжение никогда не уменьшается до нуля), а также длительностью и частотой импульсов (если в некоторые периоды времени ток отсутствует) и зависит от того каким образом его получили из переменного, либо на инверторе из постоянного.
Пульсирующий ток удобно рассматривать как комбинацию из двух различных токов — постоянного тока и переменного тока. Постоянная составляющая пульсирующего тока может быть названа его средним арифметическим током — Iср. Физический смысл этой величины заключается в том, что она показывает суммарное количество электрического заряда, перенесённого за единицу времени через проводник.
Пульсирующие токи используются в различных типах современной техники, например, импульсных блоках питания и использующих аналогичные принципы устройствах (ЭПРА люминесцентных светильников, энергосберегающих лампах), светорегуляторах (диммерах), регуляторах частоты вращения электродвигателей, например, в стиральных машинах, в выпрямителях и т. д.

## Пульсирующий ток в быту
В связи с широким внедрением в бытовое использование сложных импульсных устройств, бытовая осветительная сеть, помимо обычного синусоидального тока, стала включать и пульсирующие токи. В связи с этим, при использовании УЗО в быту, рекомендованы УЗО типа A, реагирующие как на переменные, так и на пульсирующие токи утечки.